# Березово (Пайгусовское сельское поселение)
Березово (горномар. Пӹнгель Кугилӓнсола) — деревня в Горномарийском районе Республики Марий Эл Российской Федерации. Входит в состав Пайгусовского сельского поселения.
Численность населения — 70 человек (2014 год).

## Географическое положение
Деревня Березово расположена на левом берегу речки Пингель, впадающей в реку Сумка, в 1 км от деревни Макаркино.

## История
Деревня Березово упоминается в архивных документах 1859 года. В документах называлась также «околодок Сарапанов» и «околодок Саткин».
Начиная с XIX века деревня в разное время входила в состав Больше-Юнгинской и Мало-Карачкинской волостей Козьмодемьянского уезда Казанской губернии, Пайгусовской волости, в 1924—1931 годах — Пайгусовского района Юринского кантона, Вершино-Сумского сельского совета Горномарийского
и Еласовского районов, Сурского сельского совета Горномарийского района. В настоящее время — в составе Пайгусовского сельского поселения.
В годы коллективизации в 1929 году в деревне был организован колхоз «Коминтерн». После Великой Отечественной войны он вошёл в состав колхоза имени И. В. Сталина, впоследствии — колхоза «Россия».
Основными занятиями местных жителей были земледелие, животноводство и подсобные промыслы.

## Население
| 2002 | 2010 | 2014 |
| ---- | ---- | ---- |
| 83   | ↘69  | ↗70  |

По состоянию на 1 января 2001 года в деревне Березово проживало 92 человека (44 мужчины и 48 женщин). Имелось 35 дворов, в том числе 2 пустующих.